# Conferencia de Bretton Woods

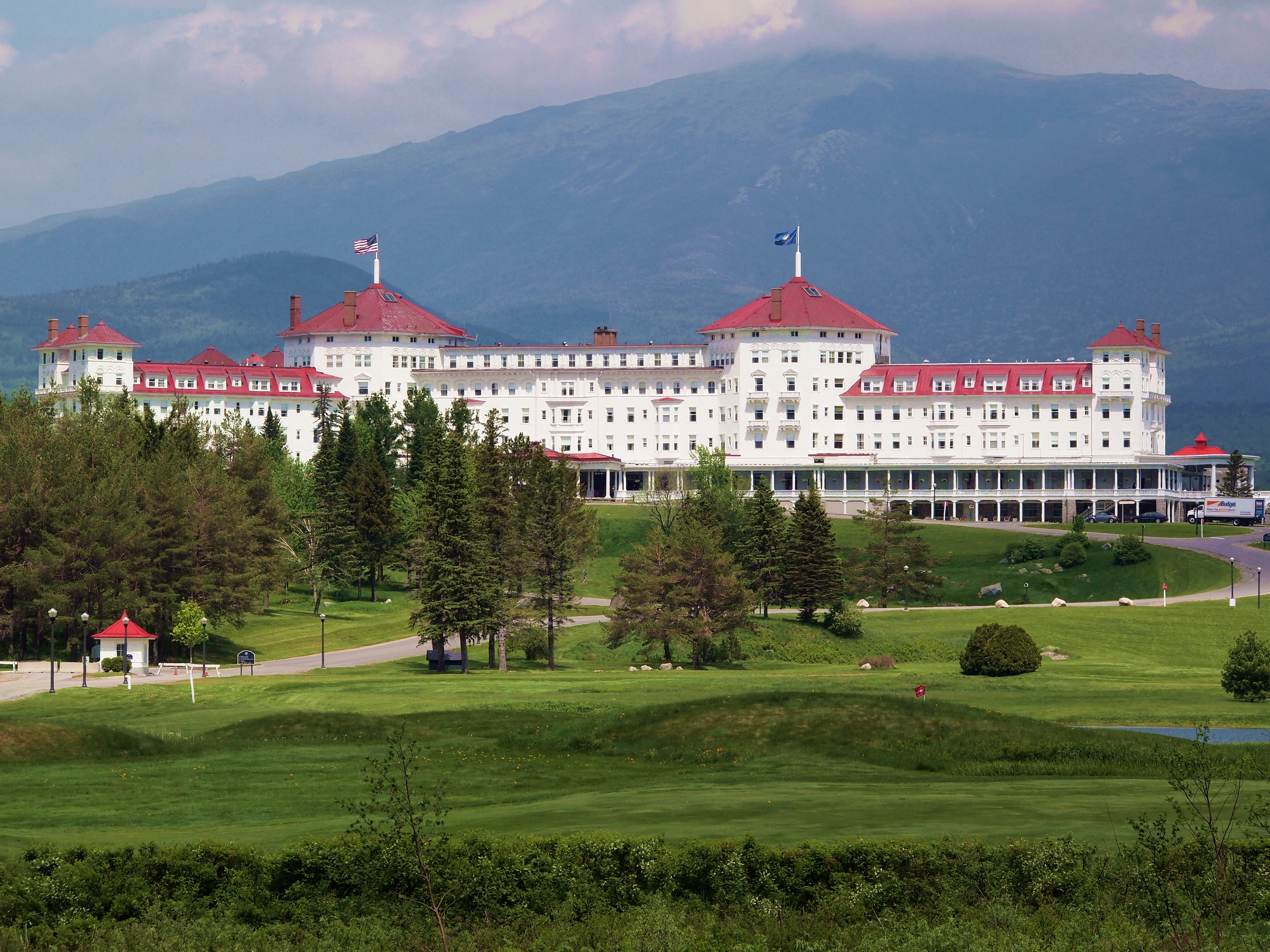
El Hotel Mount Washington en Bretton Woods, New Hampshire

La Conferencia de Bretton Woods, conocida formalmente como la Conferencia Monetaria y Financiera de las Naciones Unidas, fue la reunión de delegados de las 44 naciones aliadas en el Hotel Mount Washington, situado en Bretton Woods, localidad de Carroll, estado de Nuevo Hampshire, Estados Unidos, para regular el sistema monetario y orden financiero tras la finalización de la Segunda Guerra Mundial.
La conferencia se llevó a cabo del 1 al 22 de julio de 1944. De los acuerdos alcanzados nacieron el Banco Internacional de Reconstrucción y Fomento (BIRF, que es parte del actual Grupo del Banco Mundial) y el Fondo Monetario Internacional (FMI), dos instituciones económicas todavía existentes en la actualidad.

## Propósitos y metas
La conferencia de Bretton Woods tuvo lugar en julio de 1944, pero algunos de sus acuerdos obligatorios no llegaron a operar hasta diciembre de 1958, cuando todas las monedas de Europa llegaron a ser convertibles. El FMI se ha desarrollado como un organismo internacional permanente. El BIRF fue creado para acelerar la reconstrucción de la posguerra, para ayudar a la estabilidad política, y para fomentar la paz. Este iba a ser cumplido mediante el establecimiento de programas de reconstrucción y desarrollo. Muchos le atribuyen a este acuerdo el crecimiento que hubo al término de la Segunda Guerra Mundial y la estabilidad en los tipos de cambio.
Los principales términos de este acuerdo fueron:
- Formación del FMI y del BIRF, el cual actualmente forma parte del Banco Mundial.[4]
- Forma ajustable vinculada al sistema de tasa del mercado de divisas: Los tipos de cambio se fijaron, con la disposición de cambiarlos si era necesario.[5]
- Las monedas estaban obligadas a ser convertibles para las relaciones de comercio y otras transacciones de cuenta corriente. Los gobiernos, sin embargo, tenían el poder de regular los grandes flujos de capital.
- Como era posible que los tipos de cambio establecidos de esta manera podrían no ser favorables para la posición de algún país en la balanza de pagos, los gobiernos tenían el poder de revisarlas hasta en un 10 %.
- Creación de la Organización Internacional de Comercio, que luego llevaría al Acuerdo General sobre Aranceles Aduaneros y Comercio (GATT por sus siglas en inglés).[5]

## Alentando a los mercados abiertos
La idea fundamental detrás de la Conferencia de Bretton Woods fue la noción de los mercados abiertos e instituciones "laissez faire". En las palabras de despedida en la conferencia de Henry Morgenthau, señaló que la creación del FMI y el Banco Mundial marcaron el final del nacionalismo económico. Estos países destinados mantendrían su interés nacional, pero los bloques comerciales y las esferas económicas de influencia ya no serían sus medios. La segunda idea detrás de la Conferencia de Bretton Woods fue la gestión conjunta del orden político-económico occidental, lo que significa que las naciones democráticas industriales más importantes debían estar debajo de las barreras al comercio y la circulación de capitales, además de su responsabilidad de gobernar el sistema.

## Controversia del Banco de Pagos Internacionales
En las últimas etapas de la Segunda Guerra Mundial, en 1944 en la Conferencia de Bretton Woods, el Banco de Pagos Internacionales se convirtió en el punto crucial de una pelea que se desató cuando la delegación noruega extendió evidencias de que el BPI fue culpable de crímenes de guerra y planteó una moción para disolver el banco; los estadounidenses, específicamente el presidente Franklin Delano Roosevelt y Henry Morgenthau, apoyaron esta moción. Esto dio lugar a una lucha entre varias naciones europeas, Estados Unidos y delegación noruega, que estaba encabezada por Henry Morgenthau y Harry Dexter White; y por otro lado, la delegación británica, encabezada por John Maynard Keynes y el representante del banco Chase Dean Acheson, quien intentó vetar la disolución de la entidad.
El problema era que el BPI, formado en 1930, tuvo como principales defensores de su establecimiento, al entonces gobernador del Banco de Inglaterra, Montagu Norman, y su colega Hjalmar Schacht (más tarde ministro de Economía de Adolf Hitler). El banco fue, hasta donde se sabe, originalmente pensado para facilitar las transferencias de dinero derivadas de la liquidación de la obligación del tratado de paz después de la Primera Guerra Mundial. Después de la Primera Guerra Mundial, la necesidad del banco fue sugerida en 1929 por el Comité Joven, como medio de transferencia de pago de las reparaciones alemanas (ver Tratado de Versalles). El plan fue acordado en agosto de ese año, en una conferencia en La Haya, y una carta para el banco fue redactada en la Conferencia Internacional de Banqueros en Baden-Baden, Alemania en noviembre. La carta fue aprobada en la segunda Conferencia de La Haya, el 20 de enero de 1930. La Junta Directiva original del BPI incluyó dos personas nombradas por Hitler, Walther Funk y Emil Puhl, así como Hermann Schmitz el director de IG Farben, y el Barón Kurt von Schroeder, propietario del banco J.H. Stein, banco que mantenía los depósitos de la Gestapo.
Como resultado de las denuncias de que el BPI había ayudado a los alemanes a saquear los activos de los países ocupados durante la Segunda Guerra Mundial, la Conferencia Monetaria y Financiera de las Naciones Unidas recomendó la "liquidación del Banco de Pagos Internacionales con la mayor brevedad posible". Esta disolución, que fue propuesta originalmente por Noruega y apoyada por otros delegados europeos, así como los Estados Unidos y Morgenthau y Harry Dexter White, nunca fue cumplida.
En julio de 1944, Dean Acheson interrumpió a Keynes en una reunión, temiendo que el BPI fuera disuelto por el presidente Franklin Delano Roosevelt. Keynes acudió a Henry Morgenthau para prevenir o retrasar su disolución, pero el día siguiente se aprobó la disolución del BPI. Sin embargo, la delegación británica no se rindió y la disolución del mismo todavía no se había llevado a cabo cuando Roosevelt murió. En abril de 1945, el nuevo presidente, Harry S. Truman, y los británicos la suspendieron y la decisión del liquidar el BPI fue revertida oficialmente en 1948.

## Orden monetario en un mundo de posguerra
La necesidad de un orden económico occidental después de la postguerra fue resuelto con los acuerdos hechos en torno al orden monetario y al sistema abierto de comercio en la Conferencia de Bretton Woods en 1944. Esto permitió la síntesis del deseo de Gran Bretaña por el pleno empleo y la estabilidad económica, así como el deseo de Estados Unidos del libre comercio.

## Propuestas fallidas

### Organización Internacional del Comercio
Los acuerdos originales de Bretton Woods propusieron también la creación de una Organización Internacional del Comercio (ITO por sus siglas en inglés) para establecer normas y reglamentos para el comercio internacional. La OIC habría complementado las otras dos propuestas de organismos internacionales propuestos en Bretton Woods: el FMI y el Banco Mundial. La carta de la OIC se acordó en la Conferencia de las Naciones Unidas sobre Comercio y Empleo (celebrada en la Habana, Cuba, en marzo de 1948), pero la carta no fue ratificada por el Senado de Estados Unidos y como resultado, la OIC nunca llegó a existir. Sin embargo, en 1995, durante la Ronda de Uruguay sobre las negociaciones del GATT, se logró establecer la Organización Mundial del Comercio (OMC) como el cuerpo de reemplazo para el GATT. Los principios y acuerdos fueron adoptados por la OMC, que se encarga de administrarlos y ampliarlos.

### Unión de Compensación Internacional

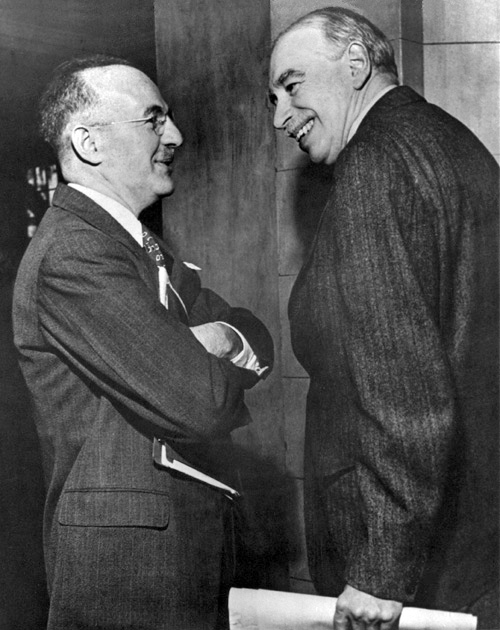
John Maynard Keynes (derecha) representante de Reino Unido y Harry Dexter White representante de los EE. UU. durante la Conferencia de Bretton Woods.

John Maynard Keynes propuso la Unión de Compensación Internacional o UCI como una forma de regular la balanza comercial. Su preocupación era que los países con un déficit comercial serían incapaces de salir de esto, pagando cada vez más intereses para servir la cada vez más creciente deuda, y por lo tanto la rigidez del crecimiento global. La UCI sería efectivamente un banco con su propia moneda (el "bancor"), intercambiable con las monedas nacionales a una tasa fija. Sería la unidad de contabilidad entre las naciones, por lo que sus déficit comerciales o excedentes podrían ser medidos por el mismo.
Además de eso, cada país tendría una posibilidad de sobregiro en su cuenta de "bancor" con la UCI. Keynes propuso tener un sobregiro máximo de la mitad del tamaño medio de comercio en cinco años. Si un país se acercaba, sería cargado con intereses, obligando al país a reducir sus valor de la moneda y evitar la exportación de capitales. Pero los países con excedentes comerciales también serían cobrados con un interés del 10% si sus excedentes eran más que "medio" tamaño del sobregiro permitido, obligándolos a aumentar su valor de la moneda y exportar más capital. Si, al final del año, el crédito excede el máximo (la mitad del tamaño de sobregiro en superávit), el superávit sería confiscado.
Lionel Robbins informó que «sería difícil exagerar el efecto electrizante en el pensamiento a lo largo de todo el aparato del gobierno correspondiente... nada tan imaginativo y tan ambicioso jamás se había discutido». Sin embargo, Harry Dexter White, representando a Estados Unidos, quien fue el mayor acreedor del mundo, dijo: «Hemos sido perfectamente inflexibles en ese punto. Hemos tomado la posición absoluta respecto al no».
En su lugar, propuso un Fondo Monetario de Estabilización (ahora el FMI), lo que sitúa la carga de mantener el equilibrio del comercio en los países deficitarios, e imponiendo ningún límite en el excedente que los países ricos podrían acumularse. White también propuso la creación del BIRF (ahora parte del Banco Mundial) que proporcionaría el capital para la reconstrucción económica después de la guerra.

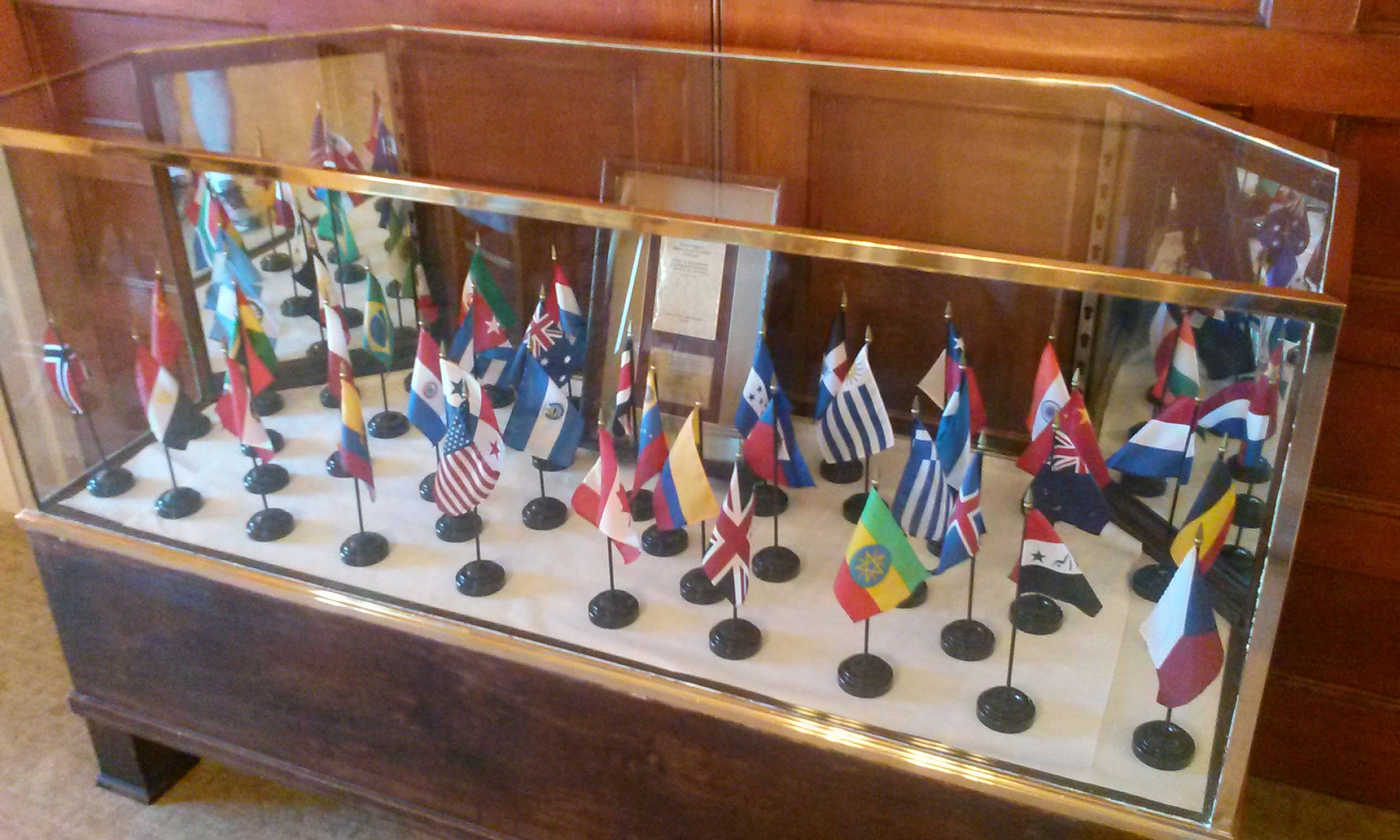
Banderas de las naciones participantes en la Conferencia de Bretton Woods ubicadas en una vitrina dentro de la Sala de Oro en el Mount Washington Hotel

## Negociadores
- Australia fue representado por Leslie Melville
  - Frederick Wheeler, Arthur Tange
- Bélgica fue representado por Camille Gutt
  - Georges Theunis, René Boël
- Bolivia fue representado por René Ballivián Calderón
- Brasil fue representado por Artur de Sousa Costa
  - Francisco Alves dos Santos Filho, Roberto de Oliveira Campos
- Canadá fue representado por James Lorimer Ilsley
  - Louis St Laurent, Douglas Abbott y Lionel Chevrier
- Chile fue representado por Luis Álamos Barros
- China fue representado por Dr. H. H. Kung
  - Tsiang Tingfu
- Colombia fue representado por Carlos Lleras Restrepo
  - Miguel López Pumarejo
- Costa Rica fue representado por Francisco de Paula Gutiérrez Ross
- Cuba fue representado por I. Montoulieu
- Checoslovaquia fue representado por Ladislav Feierabend
- República Dominicana fue representado por Anselmo Copello
- Ecuador fue representado por Esteban F. Carbo y Leon Febres Cordero
- Egipto fue representado por Sany Lackany Bey
- El Salvador fue representado por Agustín Alfaro Morán
- Etiopía fue representado por Ephrem Tewelde Medhen
- Francia fue representado por Pierre Mendès France
- Grecia fue representado por Kyriakos Varvaressos
- Guatemala fue representado por Manuel Noriega Morales
- Haití fue representado por André Liautaud
- Honduras fue representado por Julián R. Cáceres
- Islandia fue representado por Magnús Sigurðsson
- India fue representado por sir Jeremy Raisman
  - Sir Chintāman Dwārakānāth Deshmukh, sir R. K. Shanmukham Chetty
- Irán fue representado por Abol Hassan Ebtehaj
- Irak fue representado por Ibrahim Kamal
- Liberia fue representado por William E. Dennis, Sr.
- Luxemburgo fue representado por Hugues Le Gallais
- México fue representado por Eduardo Suárez
  - Víctor Urquidi
- Países Bajos fue representado por Johan Willem Beyen
- Nueva Zelanda fue representado por Walter Nash
  - Edward Coldham Fussell
- Nicaragua fue representado por Guillermo Sevilla Sacasa
- Noruega fue representado por Wilhelm Keilhau
- Panamá fue representado por Augusto Guillermo Arango
- Paraguay fue representado por Celso R. Velázquez
- Perú fue representado por Pedro Gerardo Beltrán Espantoso
- Mancomunidad Filipina fue representado por Andrés Soriano
- Polonia fue representada por Ludwik Grosfeld
- Sudáfrica fue representada por S. Frank N. Gie
- URSS fue representada por Mikhail Stepanovich Stepanov
- UK fue representado por John Maynard Keynes
- USA fue representado por Henry Morgenthau, Jr.
  - Fred Vinson, Dean Acheson, Harry Dexter White
- Uruguay fue representado por Mario La Gamma Acevedo
- Venezuela fue representado por Rodolfo Rojas
- Yugoslavia fue representado por Vladimir Rybar

## Citas
En la apertura de la Conferencia de Bretton Woods, el presidente de los Estados Unidos Franklin D. Roosevelt comentó: "La salud económica de todos los países es una materia propia de preocupación para todos sus vecinos, cercanos y lejanos".

## Para leer más
- Steil, Benn (2013). The Battle of Bretton Woods: John Maynard Keynes, Harry Dexter White, and the Making of a New World Order. Princeton, NJ: Princeton University Press. ISBN 978-0-691-14909-7.